# لانكشر
 لانكشر والتي تختصر  Lancs  هي مقاطعة غير حضرية في إنجلترا وهي أيضاً من المقاطعات التاريخية في إنجلترا. تقع في شمال غرب إنجلترا. اسمها مأخوذ من مدينة لانكستر. مجلس مقاطعة لانكشير يقع مقرها في برستون. ومع ذلك، لا تزال تعتبر لانكستر عاصمة المقاطعة. سكان المقاطعة عددهم هو 1,449,700 نسمه، والمساحة 3,079 كم2.
يعتقد أنها تأسست في القرن الثاني عشر. في كتاب ونشيستر، بعض من أراضيها قد تعامل كجزء من يوركشير. المنطقة ما بين النهرين (نهر ميرسي ونهر ريبل) تشكل جزءا من العائدات لتشيشير. عندما تأسست كانت حدودها مع كمبرلاند، وستمورلاند، يوركشير، تشيشير.
لانكشير برزت خلال الثورة الصناعية كمنطقة تجارية وصناعية. المقاطعة بها عدة مئات من المطاحن ومناجم الفحم. منذ 1830، تمت معالجة حوالي 85 ٪ من جميع القطن في جميع أنحاء العالم في لانكشير. اكرينجتون، بلاكبيرن، تشورلي، داروين، بيرنلي هم البلدات الرئيسية في حلج القطن خلال تلك الفترة. بلاكبول كانت مركزا رئيسيا للسياحة.
المقاطعة خضعت لعملية إصلاح كبيرة في حدودها عام 1974، فأزيلت ليفربول ومانشستر مع التجمعات السكنية المحيطة بها لتشكل جزءا من المقاطعات الحضرية في مرسيسايد ومانشستر الكبرى على الترتيب. كما استقطعت شبه جزيرة فيرنيس لتصبح جزءاً من كامبريا.
اليوم حدود المقاطعة مع كامبريا، مانشستر الكبرى، مرسيسايد، شمال يوركشير، غرب يوركشير. دوقية لانكستر تخضع لسلطة ولي العهد.

## معرض صور

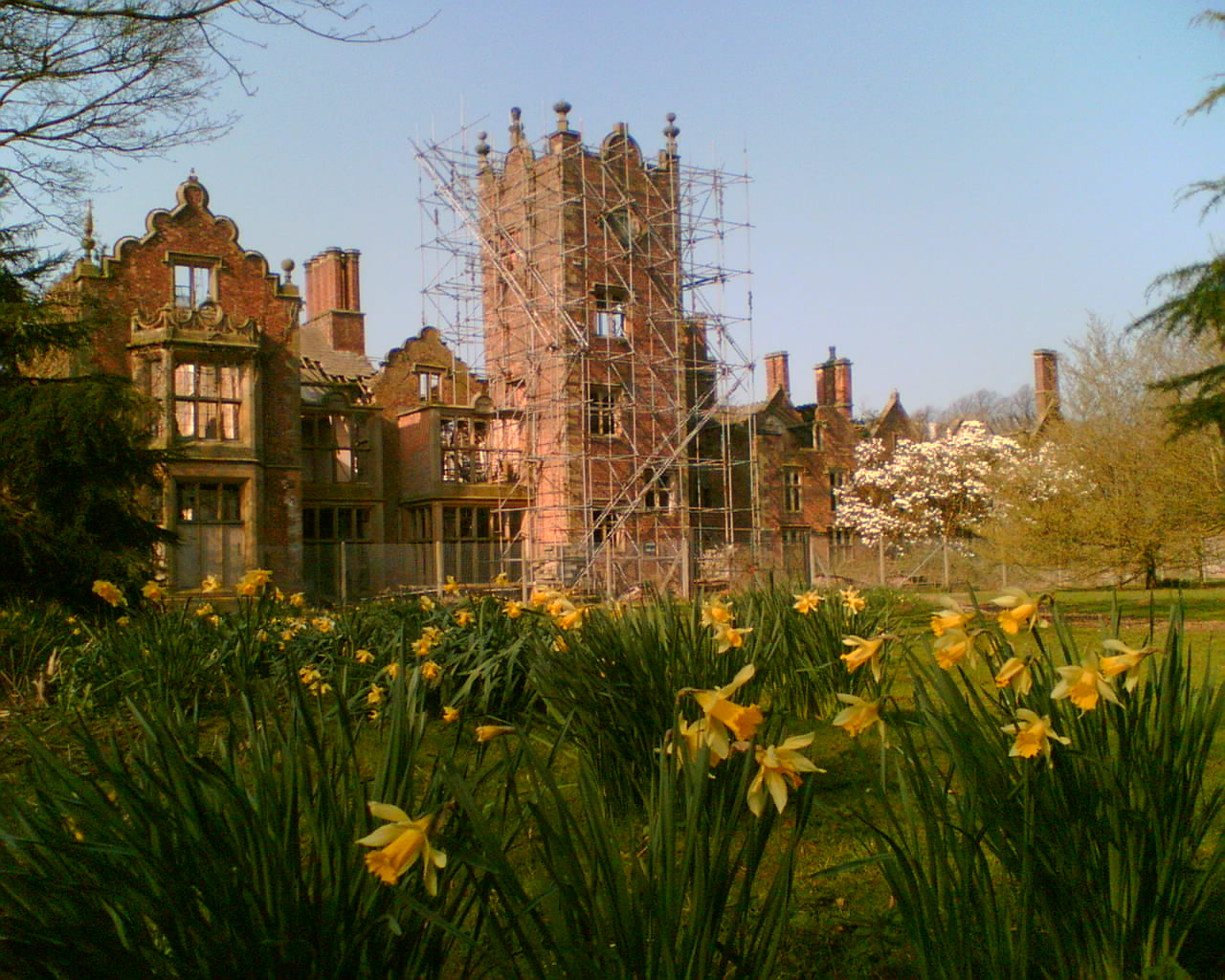
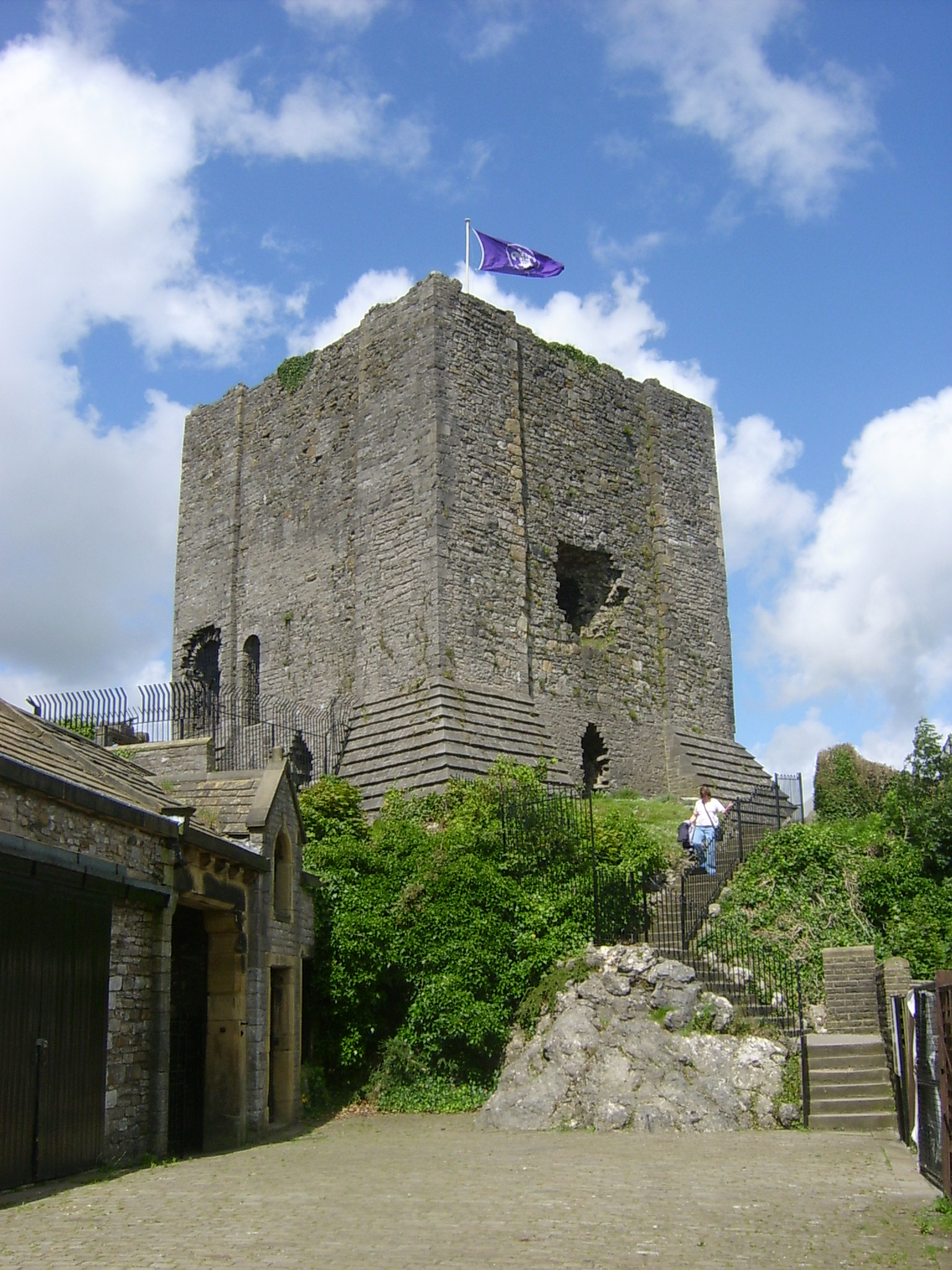
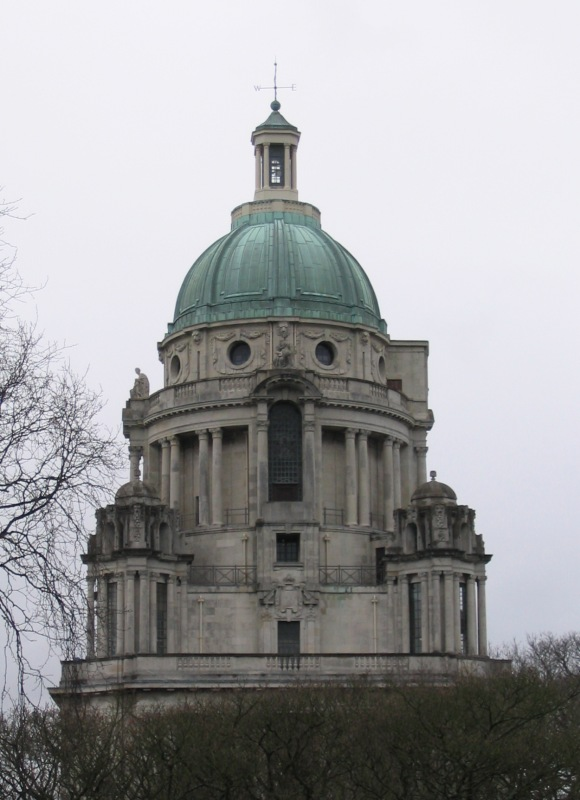
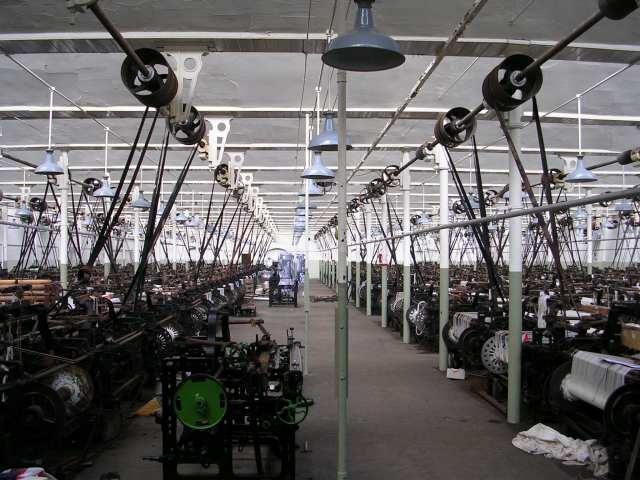
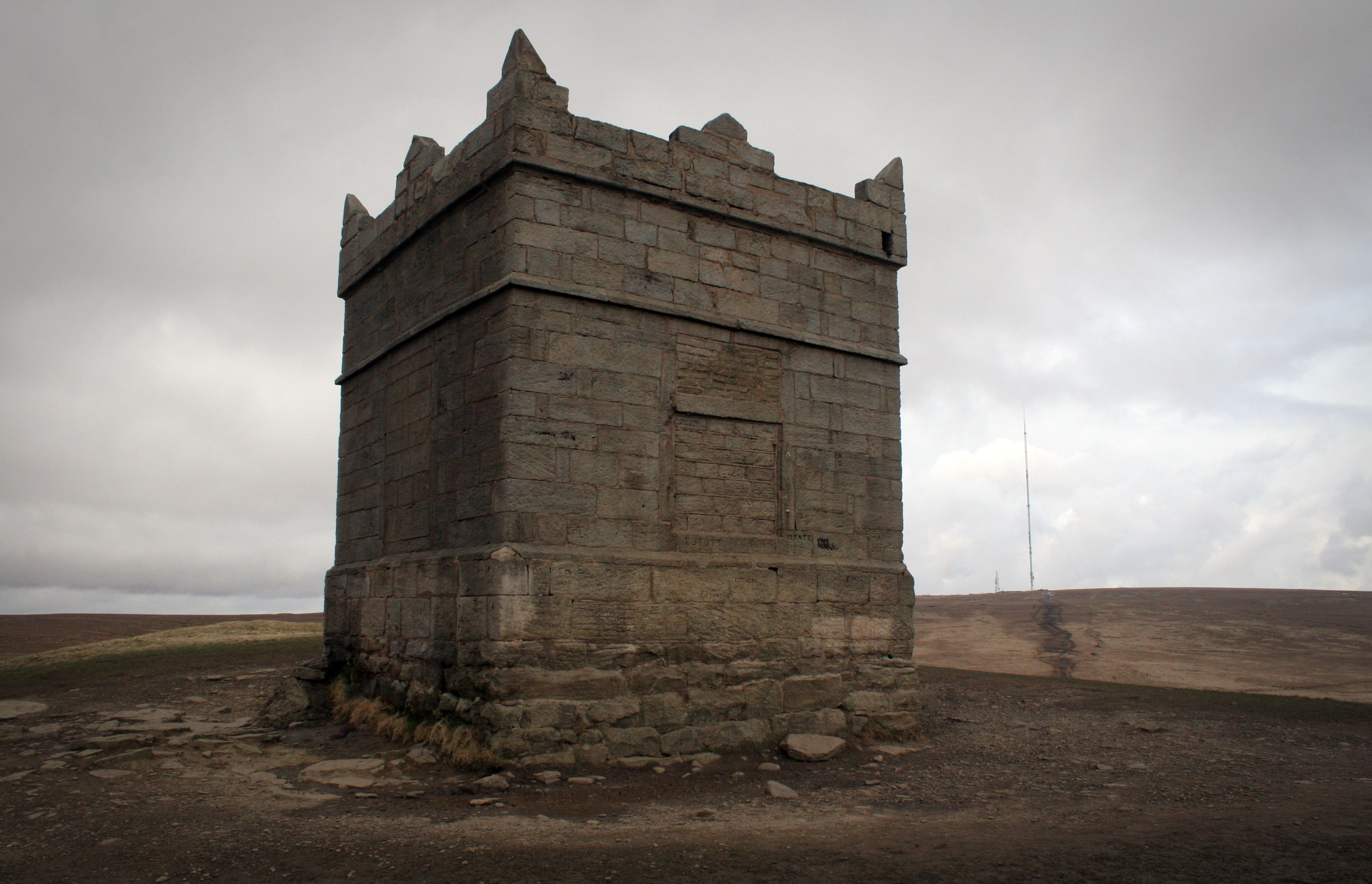
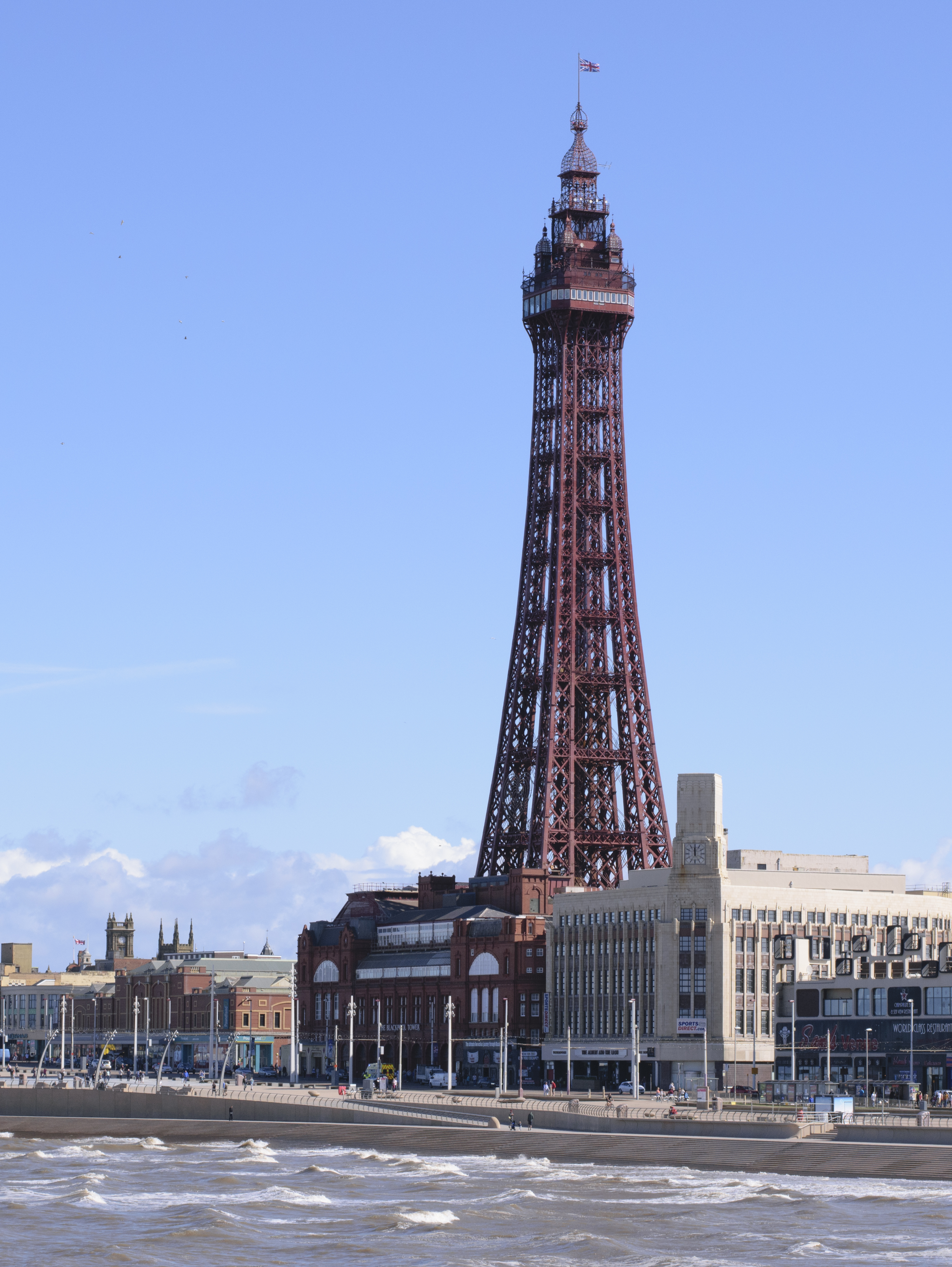

## توأمة
للانكشر اتفاقيات توأمة مع:
- بيربينيا

## أعلام
- رودني بورتر
- فرد واربورتون
- تشارلز لايتولر
- جيمس هيلتون
- وليام ماكدوغال